# Азон
Азон (груз. აზო; Азо) — согласно грузинской средневековой историографии, правитель Картли в последней трети IV в. до н. э. Его историчность весьма сомнительна. Имя Азона сопоставляют с греческим мифологическим героем Ясоном, который, согласно некоторым античным источникам эллинистического времени, правил в Колхиде.
Согласно Тациту, в его время иберы и албаны сами утверждали, что происходят от фессалийца Ясона, вернувшегося в Колхиду (здесь это событие датировано мифической эпохой, то есть XIII в. до н. э.).
Краткое упоминание о нём содержит сочинение «Обращение Грузии». По этому рассказу, якобы Александр Македонский, покорив Картли, назначил её правителем Азо, сына некоего царя Ариан-Картли, который поселился в Мцхете, став её первым царём, его богами были идолы Гаци и Гаим, и он умер своей смертью, его преемником был Фарнаваз I.
Леонти Мровели приводит подробный и существенно отличающийся от предыдущего рассказ о том, как Александр, царь Македонии, после упорной войны покорил земли Картли и поставил своим наместником (эриставом) патрикия Азона, сына Иаредоса, уроженца Македонии, с войском в сто тысяч человек из области Фротатос. По приказу Александра Азон установил почитание Солнца, Луны, пятерицы звёзд (то есть планет) и «незримого бога».
Азон разрушил укрепления городов Картли, кроме четырёх крепостей, где разместил гарнизоны. Также он покорил Эгриси и подчинил овсов (осетин), леков (дагестанцев) и хазар — этот перечень народов крайне анахроничен.
Жестокое правление Азона вызывало недовольство картлийцев. Тогда картлиец Фарнаваз поднял восстание, а «тысяча избранных всадников» Азона перешли на его сторону. Фарнаваз стал царём Картли, Азон бежал.
Через два года Азон вернулся из Греции с войском, но был вновь разбит Фарнавазом.